# Mi-Ke
Mi-Ke（日语：ミケ），日本唱片公司Being的旗下演唱團體。是從B.B.QUEENS中的3人女合音團體「B.B.QUEENS姐妹團」誕生，成員由宇德敬子、村上遙、渡邊真美共3人組成。
1991年改名「Mi-Ke」之後以獨立偶像團體出道，但於1993年停止活動。她們的原創標識「Presented by B.B.QUEENS」則是由B.B.QUEENS所書寫。

## 經歷
1991年以偶像團體出道，由宇德敬子、村上遙及渡邊真美共3人所組成。出道初期，她們是以重編、翻唱作為其專輯主題之企劃，同時採用意識形態進行編舞的偶像團體。
其團名來自嘲諷當時的當紅樂團「Tama」，將三色貓的3種顏色活用在其成員身上，白色是宇德、茶色是村上、黑色是渡邊以作區別。
此外，當時在歌壇亮相的偶像組合不是只有Mi-Ke，還有「The Pochi」和「DORA」（由日本電視台所屬的主播組成的組合）及「NORA」（由日本電視台旗下讀賣電視台所屬的主播組成的組合）。
其後成為唱片公司Being的音響、重編包含企劃製作之光，於日本唱片大獎、日本有線大獎、全日本有線放送大獎（今BEST HITS歌謠祭大獎）、日本金唱片大獎等所有音樂獎中都榮獲最優秀新人獎，並以出道單曲《回憶的G·S·九十九里海岸》在『第42屆NHK紅白歌合戰』中出場。此外，Mi-Ke是Stardust Promotion所屬的藝人中唯一獲得新人獎的藝人。
1992年4月至1993年3月，在NHK綜合播出的音樂節目《NHK Hit Stage》中擔任節目常駐助理。另外，該團體因為隸屬於Stardust Promotion，所以常出現在廣告和綜藝節目中。
其樂曲的影像大部分視頻剪輯具有由岩井俊二導演的喜劇風格，並在1991年推出VHS和2002年推出DVD。
1993年，負責領唱的宇德發行其個人單曲《想悄悄的潛入你的夢中》之後單飛。同年，Mi-Ke的最後一張單曲《Please Please Me, LOVE》發行，從此進入休止狀態，成員們都專注於個人活動。
至於負責左合音的村上在該團體活動休止後，轉行從事藝人工作。1993年至1998年間，曾擔任專門介紹Being藝人及歌手之音樂及訊息節目《NO.》（朝日電視台）的旁白。

## 成員
宇德敬子（日语：宇德敬子，1967年4月7日—）
領唱。其歌曲的合音大多由宇德獨自合音，因此Mi-Ke歌曲的音源有9成是她的聲音。單飛之後她的個人專輯卻登上Oricon公信榜第1名的記錄。
村上遙（日语：村上遥，1969年12月3日—）
左合音。由於歌曲的合音實質上都由宇德擔任，所以在電視上演出時僅擔任副歌的合音。
渡邊真美（日语：渡辺真美，1969年9月22日—）
右合音。與擔任左合音的村上相同，但是在首張單曲「回憶的九十九里海岸」的另一首收錄歌曲是由負責作詞的渡邊獻唱。雖然不是Mi-Ke的樂曲，不過在Youtube可以看到渡邊於現場進行演唱的影片。2008年2月開始，渡邊在她自己的部落格發表定期現場公演。2016年3月別藝名麻宮百（まみや もも）至今持續歌手活動。

## 作品列表

### 單曲
| 枚數 | 發行日期       | 單曲名稱（日文名稱）    | 樂曲製作                                                   | 排名（Oricon） |
| ---- | -------------- | ----------------------- | ---------------------------------------------------------- | -------------- |
| 1st  | 1991年2月14日  | 回憶的九十九里海岸 （） | 作詞：長戶大幸 作曲、編曲：織田哲郎                        | 第5名          |
| 2nd  | 1991年5月3日   | 喜歡你喜歡你喜歡你 （） | 作詞、作曲：Chris White 編曲：池田大介                     | 第9名          |
| 3rd  | 1991年6月13日  | 藍光的橫須賀 （）       | 作詞：長戶大幸 作曲：織田哲郎 編曲：明石昌夫               | 第13名         |
| 4th  | 1991年7月11日  |                         | 作詞： 作曲、編曲：織田哲郎                                | 第50名         |
| 5th  | 1991年12月4日  | 雪白的2白色珊瑚） （）  | 作詞：長戶大幸 作曲、編曲：織田哲郎                        | 第19名         |
| 6th  | 1992年4月8日   | 悲傷的Teddy Boy （）    | 作詞：長戶大幸 作曲：織田哲郎 編曲：池田大介&Mi-Ke Project | 第10名         |
| 7th  | 1992年6月10日  | SURFIN' JAPAN （）      | 作詞：長戶大幸 作曲：織田哲郎 編曲：池田大介&Mi-Ke Project | 第10名         |
| 8th  | 1992年7月22日  | 跳到天亮吧 （）         | 作詞： 作曲：長戶大幸 編曲：池田大介&Mi-Ke Project         | 第15名         |
| 9th  | 1992年11月6日  | Pink Christmas          | 作詞：長戶大幸 作曲：春畑道哉 編曲：葉山武                 | 第22名         |
| 10th | 1992年12月31日 | 淚的Vocation （）       | 作詞：長戶大幸 作曲：織田哲郎 編曲：池田大介&Mi-Ke Project | 第19名         |
| 11th | 1993年5月12日  | Please Please Me, LOVE  | 作詞：上杉昇 作曲、編曲：栗林誠一郎                        | 第15名         |

### 專輯

#### 原創專輯
| 枚數 | 發行日期       | 專輯名稱（日文名稱）                          | 排名（Oricon） |
| ---- | -------------- | --------------------------------------------- | -------------- |
| 1st  | 1991年4月13日  | 回憶的G·S·九十九里海岸（）                    | 第19名         |
| 2nd  | 1991年12月16日 | 懷念藍光的橫濱橫須賀（）                      | 第15名         |
| 3rd  | 1992年4月8日   | 遺忘民間的雪白的2白色珊瑚礁（）               | 第8名          |
| 4th  | 1992年7月22日  | 太陽下的SURFIN' JAPAN（）                     | 第10名         |
| 5th  | 1992年10月14日 | 跳到天亮吧 悲傷的Teddy Boy（）                | 第9名          |
| 6th  | 1993年6月2日   | 甦醒的60年代 淚水的Vocation（）               | 第27名         |
| 7th  | 1993年12月8日  | 永遠的Liverpool ～Please Please Me, LOVE.（永遠のリバプールサウンド ～Please Please Me, LOVE.） | 第65名         |

#### 精選專輯
| 枚數 | 發行日期       | 專輯名稱（日文名稱）                   | 排名（Oricon） |
| ---- | -------------- | -------------------------------------- | -------------- |
| 1st  | 2002年12月20日 | complete of Mi-Ke at the BEING studio  | 第110名        |
| 2nd  | 2007年12月12日 | BEST OF BEST 1000 Mi-Ke                | 第201名        |
| 3rd  | 2010年         | Mi-Ke BEST HITS                        | 圈外           |
| 4th  | 2011年7月20日  | Mi-Ke Golden Hits ～20th Anniversary～ | 第121名        |

### 影像作品
1. 回憶的G·S·九十九里海岸（VHS，1991年6月21日）
2. 雪白的2白色珊瑚礁（VHS，1991年12月16日）
3. Mi-Ke CLIPS（日语：Mi-Ke CLIPS）（DVD，2002年12月20日）

### 參與作品
1. 看戶中心 ～原聲帶（1991年3月21日）
  - 收錄在「回憶的九十九里海岸」
2. 我們的七日戰爭2 電影原聲帶（1991年7月11日）
  - M-4.「地球Express」收錄
  - Mi-Ke作品未收錄
3. It's TV SHOW!! ～TBS&富士電視台 主題歌&主題曲BEST～（2004年10月27日）
  - 收錄在「回憶的九十九里海岸」
4. COUNTDOWN BEING（日语：COUNTDOWN BEING）（2005年11月）
  - 收錄在「回憶的九十九里海岸」、「藍光的橫須賀（日语：ブルーライト ヨコスカ）」
5. FUN Greatest Hits of 90's（日语：FUN Greatest Hits of 90's）（2006年3月1日）
  - 收錄在「回憶的九十九里海岸」

### 商業搭配
※作品依年代順序列出。
| 歌曲                   | 商業搭配                                      |
| ---------------------- | --------------------------------------------- |
| 回憶的九十九里海岸     | TBS電視劇《看護中心》主題歌曲                 |
| 喜歡你喜歡你喜歡你     | 日本電視台綜藝節目《》片頭主題曲              |
| 藍光的橫須賀           | 日本電視台問答節目《運財智叻星》片尾主題曲    |
|                        | 朝日電視台電視動畫《烏龍少爺》片尾主題曲      |
| 雪白的2白色珊瑚礁      | 朝日電視台《迪士尼時間》片尾主題曲            |
| 悲傷的Teddy Boy        | 日本電視台問答節目《運財智多星》片尾主題曲    |
| SURFIN' JAPAN          | 雪印《》廣告歌曲                              |
| 跳到天亮吧             | TBS週五電視劇《像天使一樣地想活下去》插入歌曲 |
| Pink Christmas         | 日本電視台問答節目《運財智叻星》ED主題歌曲    |
| 淚的Vocation           | NHK綜合音樂節目《NHK Hit Stage》主題歌曲      |
| Please Please Me, LOVE | 富士電視台電視劇《愛情物語》主題歌曲          |

## 電視演出

### NHK紅白歌合戰
| 年度／放送回              | 參加次數 | 演唱歌曲           | 出演順 | 白組對手 |
| ------------------------- | -------- | ------------------ | ------ | -------- |
| 1991年（平成3年）／第42回 | 初       | 回憶的九十九里海岸 | 12／28 | 美川憲一 |
| 1992年（平成4年）／第43回 | 2        | 淚的Vacation       | 5／28  | 光GENJI  |

注：出演順以「第〇組／總組數」表示。

### 電視節目

#### 綜藝節目
NHK綜合
- 歌謠REQUEST SHOW（日语：歌謡リクエストショー）
- NHK Hit Stage（日语：NHKヒットステージ）（1992年度）常駐助理
- NHK揚聲歌唱冠軍賽（1992年3月8日）節目來賓

日本電視台
- SUPER JOCKEY（日语：スーパージョッキー）
- That's 娛樂之宴（日语：夜も一生けんめい。）
- 猜謎世界SHOW by!!（日语：クイズ世界はSHOW by ショーバイ!!）（1992年8月26日）

其它電視台
- MUSIC STATION（朝日電視台）
- 突然綜藝速報!! COUNT DOWN100（日语：突然バラエティー速報!!COUNT DOWN100）（TBS）

#### 電視劇
- 看護中心（日语：ナースステーション (テレビドラマ)）（TBS）

### 廣告
- 雪印（1992年）

## 逸事
自綜藝節目《That's 娛樂之宴》（日本電視台製作）開播以來，Mi-Ke從此以常駐來賓上節目時在節目現場發表新歌。而Mi-Ke的領唱宇德敬子曾在節目中與同樣擔任常駐來賓的堺正章因為提出不同意見，宇德稱自己是堺正章的歌迷，從此心念一轉，從對立轉變成全力支持（事實上大都是宇德在支持）。
作為ZARD主唱出道的井泉水和中谷美紀從Stardust Promotion的模特兒中被選中，之後在Mi-ke的前身B.B.QUEENS姐妹團的試鏡會上落選。但坂井的實力因為被Being的社長看中，之後在1991年2月以樂團ZARD主唱的身份出道。
所有的成員都喜歡南方之星，因此在1992年7月29日播出的音樂節目《SOUND ARENA》（富士電視台）上演唱《SHULABA★LA★BAMBA》時，三人一起在舞台上跳舞（成員說「我忘記了我自己。」）。

## 腳註

## 相關項目
- Stardust Promotion－Mi-Ke所屬的經紀公司
- ZARD
  - 井泉水－出道前，曾和Mi-Ke的成員一起上課。
- 加藤美樹（日语：加藤美樹 (ディスクジョッキー)）－出道前，曾和Mi-Ke的成員以及坂井泉水一起上課。
- Being－原盤製作
- 織田哲郎－樂曲提供
  - 栗林誠一郎（日语：栗林誠一郎）－合音參加、樂曲提供
  - 長戶大幸－製作人
  - 小松久（日语：小松久）
  - B.B.QUEENS
  - Being CLASSICS（日语：Being CLASSICS）
- NHK Hit Stage（日语：NHKヒットステージ）
- DORA（日语：DORA）